# Schattdorf
Schattdorf és un municipi del cantó d'Uri (Suïssa).